# Champagne-sur-Oise
Champagne-sur-Oise is een gemeente in Frankrijk. Het ligt aan de rivier de Oise.
Er ligt station Champagne-sur-Oise, waar lijn H van de Transilien langskomt.

## Kaart
De onderstaande kaart toont de ligging van Champagne-sur-Oise met de belangrijkste infrastructuur en aangrenzende gemeenten.

## Demografie
Onderstaande figuur toont het verloop van het inwonertal, bron: INSEE-tellingen. 

## Websites
- (fr)  Statistische informatie op de website van INSEE

1. ↑  Populations de référence 2022.